# Primera B 2010 (Colombia)
La  Temporada 2010 de la Primera B, conocida como Torneo Postobón 2010 por motivos comerciales, fue la XXI de la segunda división del fútbol profesional colombiano. Comenzó el 6 de febrero y finaliza el 15 de diciembre.
El campeón del año fue el Itagüí Ditaires que superó en la final al Deportivo Pasto, en la final que enfrentó a los dos mejores equipos de la temporada. El único ascenso para la temporada 2011 en la Categoría Primera A fue del equipo antioqueño, ya que los nariñenses cayeron en la serie de promoción frente al Envigado F. C.
Para destacar, el 31 de julio de 2010, en cumplimiento de la fecha 21, en el partido Academia 2-0 Juventud Girardot, se marcó el gol más rápido en la historia de la Categoría Primera B, a los 13 segundos de juego por parte de Fabián Cardona.

## Sistema de juego
Se disputa en dos etapas. En el primer semestre se juegan 18 fechas, a partir del 6 de febrero. Luego del receso de mitad de año se jugarán otras 18 empezando así a partir del 17 de julio. Cumplidas las 36 jornadas, se agruparán los 8 mejores equipos de la reclasificación total del año en dos cuadrangulares, en donde disputarán partidos a ida y vuelta. Posteriormente, los ganadores de dichos cuadrangulares jugarán la final, ascendiendo a Primera división  directamente el ganador para la temporada 2011 y el subcampeón jugando la serie de promoción ante el penúltimo (17º) en la Tabla de descenso 2010.

## Novedades
El sistema del torneo elimina la disputa de nonagonales regionales y de dos finales en el año para definir a los equipos que definen el ascenso y la promoción a la Primera A. Se regresa al sistema de campeonato anual con un campeón único.
Por otra parte, dos equipos cambiaron de sede. El Atlético Juventud Soacha, luego de no recibir apoyo por parte de la alcaldía de Soacha y la Gobernación de Cundinamarca, se trasladó a la ciudad de Girardot, en el mismo departamento, por lo cual cambió su nombre a Atlético Juventud Girardot. Por una situación similar el Deportes Palmira desapareció, siendo trasladado a la ciudad de Buenaventura (Valle del Cauca), bajo el nuevo nombre de Pacífico Fútbol Club.

## Datos de los clubes

### Relevo anual de clubes
| Ascendido a la Primera A                |
| --------------------------------------- |
| Cortuluá (Campeón de la Primera B 2009) |

| Descendido a la Primera B                                 |
| --------------------------------------------------------- |
| Deportivo Pasto (Peor promedio acumulado en la Primera A) |

### Equipos participantes
- Para esta temporada el Atlético Juventud Fútbol Club se trasladó de Soacha a Girardot, cambiando su denominación de Juventud Soacha a Juventud Girardot
- El Deportes Palmira desapareció, trasladándose a Buenaventura para crear el Pacífico F. C.

| Departamento    | Equipo                  | Ciudad          | Estadio                        | Aforo  |
| --------------- | ----------------------- | --------------- | ------------------------------ | ------ |
| Bogotá, D. C.   | Academia                | Bogotá          | Compensar                      | 4.500  |
| Santander       | Alianza Petrolera       | Barrancabermeja | Daniel Villa Zapata            | 8.000  |
| Santander       | Atlético Bucaramanga    | Bucaramanga     | Alfonso López                  | 16.000 |
| Sucre           | Atlético de la Sabana   | Sincelejo       | Arturo Cumplido Sierra         | 5.000  |
| Atlántico       | Barranquilla F.C.       | Barranquilla    | Romelio Martínez               | 20.000 |
| Bogotá, D. C.   | Bogotá F.C.             | Bogotá          | Alfonso López Pumarejo         | 15.000 |
| Meta            | Centauros Villavicencio | Villavicencio   | Manuel Calle Lombana           | 15.000 |
| Valle del Cauca | Depor Aguablanca        | Cali            | Olímpico Pascual Guerrero      | 45.195 |
| Nariño          | Deportivo Pasto         | Pasto           | Departamental Libertad         | 27.380 |
| Antioquia       | Deportivo Rionegro      | Rionegro        | Alberto Grisales               | 9.000  |
| Cundinamarca    | Expreso Rojo            | Zipaquirá       | Municipal Los Zipas            | 2.000  |
| Antioquia       | Itagüí Ditaires         | Itagüí          | Metropolitano Ciudad de Itagüí | 12.000 |
| Cundinamarca    | Juventud Girardot       | Girardot        | Luis Antonio Duque Peña        | 15.000 |
| Valle del Cauca | Pacífico F.C.           | Buenaventura    | Polideportivo El Cristal       | 2.000  |
| Boyacá          | Patriotas               | Tunja           | La Independencia               | 20.000 |
| Santander       | Real Santander          | Floridablanca   | Álvaro Gómez Hurtado           | 4.000  |
| Magdalena       | Unión Magdalena         | Santa Marta     | Eduardo Santos                 | 23.000 |
| Cesar           | Valledupar F.C.         | Valledupar      | Armando Maestre Pavajeau       | 10.000 |

## Todos contra todos

### Clasificación
| Pos | Equipo                  | Pts | PJ | PG | PE | PP | GF | GC | Dif |
| --- | ----------------------- | --- | -- | -- | -- | -- | -- | -- | --- |
| 1.  | Itagüí Ditaires         | 71  | 36 | 21 | 8  | 7  | 61 | 33 | 28  |
| 2.  | Deportivo Pasto         | 68  | 36 | 21 | 5  | 10 | 45 | 30 | 15  |
| 3.  | Deportivo Rionegro      | 62  | 36 | 17 | 11 | 8  | 59 | 37 | 21  |
| 4.  | Patriotas               | 61  | 36 | 17 | 10 | 9  | 58 | 36 | 21  |
| 5.  | Unión Magdalena         | 59  | 36 | 18 | 5  | 13 | 46 | 38 | 8   |
| 6.  | Bogotá F.C.             | 55  | 36 | 15 | 10 | 11 | 48 | 30 | 18  |
| 7.  | Real Santander          | 53  | 36 | 13 | 14 | 9  | 50 | 41 | 9   |
| 8.  | Atlético Bucaramanga    | 53  | 36 | 14 | 11 | 11 | 44 | 40 | 4   |
| 9.  | Pacífico F.C.           | 47  | 36 | 11 | 14 | 11 | 39 | 36 | 3   |
| 10. | Expreso Rojo            | 45  | 36 | 11 | 12 | 13 | 35 | 39 | -4  |
| 11. | Atlético de la Sabana   | 44  | 36 | 10 | 14 | 12 | 33 | 45 | -12 |
| 12. | Centauros Villavicencio | 43  | 36 | 10 | 13 | 13 | 45 | 51 | -6  |
| 13. | Academia                | 43  | 36 | 13 | 4  | 19 | 43 | 54 | -11 |
| 14. | Alianza Petrolera       | 37  | 36 | 8  | 13 | 15 | 36 | 51 | -15 |
| 15. | Valledupar F.C.         | 37  | 36 | 9  | 10 | 17 | 31 | 51 | -20 |
| 16. | Depor Aguablanca        | 35  | 36 | 9  | 8  | 19 | 45 | 58 | -13 |
| 17. | Juventud Girardot       | 35  | 36 | 9  | 8  | 19 | 43 | 71 | -28 |
| 18. | Barranquilla F.C.       | 33  | 36 | 7  | 12 | 17 | 24 | 45 | -21 |

 Pts=Puntos; PJ=Partidos jugados; G=Partidos ganados; E=Partidos empatados; P=Partidos perdidos; GF=Goles a favor; GC=Goles en contra; DIF=Diferencia de gol
|  | Clasificado para los cuadrangulares semifinales. |
|  | Eliminado.                                       |

### Tabla de partidos
|                         | AFC | ALI | BUC | ASA | BAR | BOG | CEN | PAS | DEP | RIO | EXP | ITA | JUV | PAC | PAT | RSA | MAG | VAL |
| Academia                |     | 5-0 | 0-1 | 2-0 | 0-0 | 1-0 | 1-2 | 1-0 | 3-2 | 3-0 | 2-1 | 1-5 | 2-0 | 2-1 | 1-1 | 0-1 | 2-0 | 2-2 |
| Alianza Petrolera       | 0-2 |     | 0-0 | 0-0 | 1-0 | 1-0 | 4-2 | 0-1 | 6-1 | 1-1 | 1-0 | 0-2 | 1-1 | 0-0 | 2-2 | 1-2 | 0-1 | 0-0 |
| Atlético Bucaramanga    | 0-0 | 3-1 |     | 2-0 | 2-0 | 0-1 | 2-1 | 0-1 | 2-2 | 2-1 | 3-1 | 2-4 | 3-2 | 2-1 | 0-2 | 3-3 | 0-0 | 2-1 |
| Atlético de la Sabana   | 4-1 | 2-2 | 0-0 |     | 0-0 | 0-0 | 2-1 | 0-0 | 3-2 | 1-3 | 1-1 | 2-1 | 3-0 | 2-1 | 0-1 | 2-1 | 2-1 | 2-2 |
| Barranquilla F.C.       | 3-0 | 1-1 | 0-0 | 0-0 |     | 1-2 | 1-1 | 2-0 | 1-0 | 1-1 | 0-2 | 0-2 | 4-0 | 0-0 | 1-1 | 2-1 | 0-1 | 0-0 |
| Bogotá F. C.            | 3-0 | 1-0 | 1-0 | 3-0 | 6-0 |     | 1-1 | 2-1 | 3-0 | 2-1 | 0-0 | 0-0 | 1-2 | 0-1 | 1-1 | 3-1 | 1-0 | 3-0 |
| Centauros Villavicencio | 1-2 | 1-1 | 2-2 | 1-2 | 2-0 | 0-0 |     | 0-1 | 1-1 | 1-1 | 2-1 | 0-0 | 2-2 | 3-3 | 4-2 | 2-1 | 1-0 | 3-0 |
| Deportivo Pasto         | 1-0 | 1-0 | 1-0 | 5-0 | 2-0 | 1-0 | 3-2 |     | 2-1 | 2-2 | 2-0 | 1-0 | 2-0 | 1-0 | 3-1 | 2-0 | 2-0 | 1-0 |
| Depor                   | 3-0 | 1-2 | 1-2 | 2-0 | 1-2 | 0-2 | 1-0 | 4-0 |     | 2-3 | 0-0 | 2-0 | 2-1 | 0-2 | 2-3 | 1-1 | 2-3 | 2-0 |
| Deportivo Rionegro      | 3-0 | 3-1 | 2-1 | 0-0 | 0-1 | 1-1 | 1-0 | 3-0 | 0-0 |     | 3-0 | 1-1 | 3-1 | 3-2 | 1-1 | 3-0 | 1-2 | 2-0 |
| Expreso Rojo            | 1-0 | 0-0 | 0-0 | 0-0 | 1-1 | 1-0 | 1-1 | 2-0 | 3-1 | 1-2 |     | 1-1 | 1-0 | 3-1 | 1-1 | 2-1 | 1-0 | 3-2 |
| Itagüí Ditaires         | 1-0 | 1-0 | 2-0 | 1-0 | 2-0 | 2-1 | 2-0 | 1-3 | 4-2 | 2-2 | 2-0 |     | 6-1 | 3-2 | 2-1 | 2-2 | 2-1 | 1-0 |
| Juventud Girardot       | 2-1 | 4-1 | 1-2 | 4-1 | 2-0 | 3-3 | 0-1 | 1-2 | 0-2 | 2-1 | 3-2 | 0-2 |     | 1-1 | 1-0 | 1-1 | 2-2 | 0-4 |
| Pacífico F.C.           | 2-1 | 2-0 | 2-0 | 2-0 | 3-1 | 1-1 | 1-1 | 1-1 | 2-2 | 0-1 | 1-0 | 0-0 | 1-1 |     | 0-0 | 1-0 | 1-0 | 0-1 |
| Patriotas               | 1-0 | 4-1 | 3-2 | 3-1 | 3-1 | 1-1 | 1-1 | 1-0 | 2-0 | 0-3 | 1-0 | 1-2 | 3-0 | 2-0 |     | 0-1 | 2-0 | 4-1 |
| Real Santander          | 2-1 | 0-0 | 0-0 | 1-1 | 2-0 | 3-0 | 3-1 | 1-0 | 1-1 | 0-0 | 0-0 | 1-0 | 1-1 | 2-1 | 1-1 |     | 1-1 | 7-0 |
| Unión Magdalena         | 3-2 | 2-3 | 2-1 | 1-0 | 4-1 | 1-0 | 1-0 | 2-1 | 1-0 | 2-1 | 1-2 | 2-1 | 5-1 | 0-0 | 1-0 | 4-2 |     | 1-1 |
| Valledupar F.C.         | 3-2 | 0-1 | 0-0 | 1-1 | 1-0 | 2-0 | 1-4 | 1-1 | 2-0 | 0-2 | 3-1 | 0-0 | 0-1 | 0-0 | 1-3 | 0-1 | 1-0 |     |

| sab | 14:30 | Compensar                      | Academia          | 3 - 1 | Bogotá F.C.           |
| sab | 15:30 | Alfonso López                  | Bucaramanga       | 2 - 1 | Juventud              |
| sab | 15:30 | Metropolitano Roberto Meléndez | Barranquilla F.C. | 0 - 0 | Atlético de la Sabana |
| sab | 15:30 | Armando Maestre Pavajeau       | Valledupar        | 0 - 1 | Unión Magdalena       |
| sab | 15:30 | Metropolitano Ciudad de Itagüí | Itagüi            | 0 - 1 | Rionegro              |
| sab | 15:30 | Manuel Calle Lombana           | Centauros         | 1 - 0 | Patriotas             |
| dom | 15:30 | Daniel Villa Zapata            | Alianza Petrolera | 2 - 2 | Real Santander        |
| dom | 15:30 | Departamental Libertad         | Deportivo Pasto   | 1 - 2 | Depor                 |
| dom | 15:30 | Polideportivo El Cristal       | Pacífico F.C.     | 1 - 1 | Expreso Rojo          |

| mie | 15:30 | Alfonso López          | Real Santander        | 3 - 2 | Alianza Petrolera |
| mie | 15:30 | Municipal Los Zipas    | Expreso Rojo          | 1 - 2 | Pacífico F.C.     |
| mie | 15:30 | Cacique Jamundí        | Depor                 | 0 - 0 | Deportivo Pasto   |
| mie | 15:30 | Alfonso López Pumarejo | Bogotá F.C.           | 4 - 0 | Academia          |
| mie | 16:30 | Luis Antonio Duque     | Juventud              | 1 - 3 | Bucaramanga       |
| mie | 19:30 | Arturo Cumplido Sierra | Atlético de la Sabana | 1 - 0 | Barranquilla F.C. |
| mie | 19:30 | Eduardo Santos         | Unión Magdalena       | 0 - 1 | Valledupar        |
| mie | 19:30 | Alberto Grisales       | Rionegro              | 3 - 4 | Itagüi            |
| mie | 19:30 | De La Independencia    | Patriotas             | 5 - 0 | Centauros         |

## Cuadrangulares semifinales
La segunda fase de la Primera B 2010 consiste en los cuadrangulares semifinales. Estos los disputan los ocho mejores equipos del año distribuidos en dos grupos de cuatro equipos. Los impares (1, 3, 5 y 7) conforman el Grupo A. Los pares (2, 4, 6 y 8) forman el Grupo B.
Los dos primeros de la fase todos contra todos (Itagüí Ditaires y Deportivo Pasto) tienen ventaja por reclasificación en caso de empatar en puntos con otro equipo al momento de definir los finalistas.

### Grupo A
| Pos | Equipo             | Pts | PJ | PG | PE | PP | GF | GC | Dif |
| --- | ------------------ | --- | -- | -- | -- | -- | -- | -- | --- |
| 1.  | Itagüí Ditaires    | 15  | 6  | 5  | 0  | 1  | 13 | 3  | 10  |
| 2.  | Unión Magdalena    | 10  | 6  | 3  | 1  | 2  | 7  | 7  | 0   |
| 3.  | Real Santander     | 7   | 6  | 2  | 1  | 3  | 7  | 8  | -1  |
| 4.  | Deportivo Rionegro | 3   | 6  | 1  | 0  | 5  | 3  | 11 | -8  |

| Fecha 1 - 6 y 7 de noviembre de 2010 | Fecha 1 - 6 y 7 de noviembre de 2010 | Fecha 1 - 6 y 7 de noviembre de 2010 | Fecha 1 - 6 y 7 de noviembre de 2010 | Fecha 1 - 6 y 7 de noviembre de 2010 |
| Día                                  | Hora                                 | Equipo local                         | Resultado                            | Equipo visitante                     |
| ------------------------------------ | ------------------------------------ | ------------------------------------ | ------------------------------------ | ------------------------------------ |
| sab                                  | 15:30                                | Santander                            | 3 - 1                                | Rionegro                             |
| dom                                  | 15:30                                | Magdalena                            | 2 - 0                                | Itagüí                               |

| Fecha 2 - 10 de noviembre de 2010 | Fecha 2 - 10 de noviembre de 2010 | Fecha 2 - 10 de noviembre de 2010 | Fecha 2 - 10 de noviembre de 2010 | Fecha 2 - 10 de noviembre de 2010 |
| Día                               | Hora                              | Equipo local                      | Resultado                         | Equipo visitante                  |
| --------------------------------- | --------------------------------- | --------------------------------- | --------------------------------- | --------------------------------- |
| mie                               | 15:30                             | Itagüí                            | 2 - 0                             | Santander                         |
| mie                               | 19:30                             | Rionegro                          | 2 - 0                             | Magdalena                         |

| Fecha 3 - 13 de noviembre de 2010 | Fecha 3 - 13 de noviembre de 2010 | Fecha 3 - 13 de noviembre de 2010 | Fecha 3 - 13 de noviembre de 2010 | Fecha 3 - 13 de noviembre de 2010 |
| Día                               | Hora                              | Equipo local                      | Resultado                         | Equipo visitante                  |
| --------------------------------- | --------------------------------- | --------------------------------- | --------------------------------- | --------------------------------- |
| sab                               | 15:30                             | Rionegro                          | 0 - 2                             | Itagüí                            |
| sab                               | 15:30                             | Santander                         | 0 - 0                             | Magdalena                         |

| Fecha 4 - 20 de noviembre de 2010 | Fecha 4 - 20 de noviembre de 2010 | Fecha 4 - 20 de noviembre de 2010 | Fecha 4 - 20 de noviembre de 2010 | Fecha 4 - 20 de noviembre de 2010 |
| Día                               | Hora                              | Equipo local                      | Resultado                         | Equipo visitante                  |
| --------------------------------- | --------------------------------- | --------------------------------- | --------------------------------- | --------------------------------- |
| sab                               | 15:30                             | Itagüí                            | 4 - 0                             | Rionegro                          |
| dom                               | 15:30                             | Magdalena                         | 3 - 2                             | Santander                         |

| Fecha 5 - 25 de noviembre de 2010 | Fecha 5 - 25 de noviembre de 2010 | Fecha 5 - 25 de noviembre de 2010 | Fecha 5 - 25 de noviembre de 2010 | Fecha 5 - 25 de noviembre de 2010 |
| Día                               | Hora                              | Equipo local                      | Resultado                         | Equipo visitante                  |
| --------------------------------- | --------------------------------- | --------------------------------- | --------------------------------- | --------------------------------- |
| jue                               | 15:30                             | Santander                         | 1 - 2                             | Itagüí                            |
| jue                               | 19:30                             | Magdalena                         | 2 - 0                             | Rionegro                          |

| Fecha 6 - 28 y 29 de noviembre de 2010 | Fecha 6 - 28 y 29 de noviembre de 2010 | Fecha 6 - 28 y 29 de noviembre de 2010 | Fecha 6 - 28 y 29 de noviembre de 2010 | Fecha 6 - 28 y 29 de noviembre de 2010 |
| Día                                    | Hora                                   | Equipo local                           | Resultado                              | Equipo visitante                       |
| -------------------------------------- | -------------------------------------- | -------------------------------------- | -------------------------------------- | -------------------------------------- |
| dom                                    | 15:30                                  | Rionegro                               | 0 - 1                                  | Santander                              |
| lun                                    | 15:30                                  | Itagüí                                 | 3 - 0                                  | Magdalena                              |

### Grupo B
| Pos | Equipo               | Pts | PJ | PG | PE | PP | GF | GC | Dif |
| --- | -------------------- | --- | -- | -- | -- | -- | -- | -- | --- |
| 1.  | Deportivo Pasto      | 13  | 6  | 4  | 1  | 1  | 12 | 9  | 3   |
| 2.  | Bogotá F.C.          | 11  | 6  | 3  | 2  | 1  | 12 | 9  | 3   |
| 3.  | Patriotas            | 10  | 6  | 3  | 1  | 2  | 9  | 8  | 1   |
| 4.  | Atlético Bucaramanga | 0   | 6  | 0  | 0  | 6  | 6  | 13 | -7  |

| Fecha 1 - 6 y 7 de noviembre de 2010 | Fecha 1 - 6 y 7 de noviembre de 2010 | Fecha 1 - 6 y 7 de noviembre de 2010 | Fecha 1 - 6 y 7 de noviembre de 2010 | Fecha 1 - 6 y 7 de noviembre de 2010 |
| Día                                  | Hora                                 | Equipo local                         | Resultado                            | Equipo visitante                     |
| ------------------------------------ | ------------------------------------ | ------------------------------------ | ------------------------------------ | ------------------------------------ |
| sab                                  | 15:30                                | Bogotá                               | 1 - 0                                | Bucaramanga                          |
| dom                                  | 15:30                                | Pasto                                | 0 - 1                                | Patriotas                            |

| Fecha 2 - 10 de noviembre de 2010 | Fecha 2 - 10 de noviembre de 2010 | Fecha 2 - 10 de noviembre de 2010 | Fecha 2 - 10 de noviembre de 2010 | Fecha 2 - 10 de noviembre de 2010 |
| Día                               | Hora                              | Equipo local                      | Resultado                         | Equipo visitante                  |
| --------------------------------- | --------------------------------- | --------------------------------- | --------------------------------- | --------------------------------- |
| mie                               | 19:30                             | Patriotas                         | 2 - 3                             | Bogotá                            |
| mie                               | 20:30                             | Bucaramanga                       | 2 - 3                             | Pasto                             |

| Fecha 3 - 13 y 14 de noviembre de 2010 | Fecha 3 - 13 y 14 de noviembre de 2010 | Fecha 3 - 13 y 14 de noviembre de 2010 | Fecha 3 - 13 y 14 de noviembre de 2010 | Fecha 3 - 13 y 14 de noviembre de 2010 |
| Día                                    | Hora                                   | Equipo local                           | Resultado                              | Equipo visitante                       |
| -------------------------------------- | -------------------------------------- | -------------------------------------- | -------------------------------------- | -------------------------------------- |
| sab                                    | 15:30                                  | Patriotas                              | 1 - 0                                  | Bucaramanga                            |
| dom                                    | 15:30                                  | Pasto                                  | 2 - 2                                  | Bogotá                                 |

| Fecha 4 - 20 de noviembre de 2010 | Fecha 4 - 20 de noviembre de 2010 | Fecha 4 - 20 de noviembre de 2010 | Fecha 4 - 20 de noviembre de 2010 | Fecha 4 - 20 de noviembre de 2010 |
| Día                               | Hora                              | Equipo local                      | Resultado                         | Equipo visitante                  |
| --------------------------------- | --------------------------------- | --------------------------------- | --------------------------------- | --------------------------------- |
| sab                               | 15:30                             | Bogotá                            | 2 - 3                             | Pasto                             |
| sab                               | 15:30                             | Bucaramanga                       | 2 - 3                             | Patriotas                         |

| Fecha 5 - 24 de noviembre de 2010 | Fecha 5 - 24 de noviembre de 2010 | Fecha 5 - 24 de noviembre de 2010 | Fecha 5 - 24 de noviembre de 2010 | Fecha 5 - 24 de noviembre de 2010 |
| Día                               | Hora                              | Equipo local                      | Resultado                         | Equipo visitante                  |
| --------------------------------- | --------------------------------- | --------------------------------- | --------------------------------- | --------------------------------- |
| mie                               | 15:30                             | Bogotá                            | 1 - 1                             | Patriotas                         |
| mie                               | 20:30                             | Pasto                             | 2 - 1                             | Bucaramanga                       |

| Fecha 6 - 27 de noviembre de 2010 | Fecha 6 - 27 de noviembre de 2010 | Fecha 6 - 27 de noviembre de 2010 | Fecha 6 - 27 de noviembre de 2010 | Fecha 6 - 27 de noviembre de 2010 |
| Día                               | Hora                              | Equipo local                      | Resultado                         | Equipo visitante                  |
| --------------------------------- | --------------------------------- | --------------------------------- | --------------------------------- | --------------------------------- |
| sab                               | 15:30                             | Patriotas                         | 1 - 2                             | Pasto                             |
| sab                               | 15:30                             | Bucaramanga                       | 1 - 3                             | Bogotá                            |

## Final
La final se disputó a partidos de ida y vuelta los días 4 y 8 de diciembre. El ganador obtuvo el título de campeón de la Primera B y el ascenso directo a la Categoría Primera A en la temporada 2011. El perdedor será subcampeón del año y jugará la serie de promoción ante el penúltimo(17°)de la tabla del descenso de la Primera A.
| 5 de diciembre de 2010 | Deportivo Pasto | 1:1 (0:0) | Itagüí Ditaires | Estadio Departamental Libertad, Pasto |                          |
| 15:30                  | Mera 73'        | Reporte   | Páez 82'        | Árbitro(s): Jorge Sierra              | Árbitro(s): Jorge Sierra |

| 8 de diciembre de 2010 | Itagüí Ditaires | 2:1 (0:0) | Deportivo Pasto | Estadio Metropolitano Ciudad de Itagüí, Itagüí |                          |
| 15:00                  | Páez 72', 85'   | Reporte   | Cabrera 60'     | Árbitro(s): Luis Sánchez                       | Árbitro(s): Luis Sánchez |

|                                     |
| Bandera de Colombia                 |
| Campeón Itagüí Ditaires 1.er título |

## Serie de promoción
La disputan el clasificado en el penúltimo lugar de la tabla de descenso de la Primera A en 2010 (Envigado F. C.) y el subcampeón de la Primera B los días 11 y 15 de diciembre.
| 11 de diciembre de 2010 | Deportivo Pasto | 0:1 (0:0) | Envigado F. C. | Estadio Departamental Libertad, Pasto |                            |
| 20:30                   |                 | Reporte   | Quintero 90+1' | Árbitro(s): José Luis Niño            | Árbitro(s): José Luis Niño |

| 14 de diciembre de 2010                                                                    | Envigado F. C.             | 2:0 (0:0) | Deportivo Pasto | Estadio Polideportivo Sur, Envigado |                               |
| 15:30                                                                                      | Olivares 55' · Álvarez 78' | Reporte   |                 | Árbitro(s): Hernando Buitrago       | Árbitro(s): Hernando Buitrago |
| Se jugó el segundo tiempo el 15 de diciembre a las 10:00 luego de ser aplazado por lluvia. |                            |           |                 |                                     |                               |

## Goleadores
- Actualizado el 8 de diciembre de 2010.

| Jugador                | Equipo                  | Goles |
| ---------------------- | ----------------------- | ----- |
| Álvaro Barros          | Academia                | 21    |
| Luis Páez              | Itagüí Ditaires         | 20    |
| Jorge Aguirre          | Itagüí Ditaires         | 17    |
| Célimo Polo            | Centauros Villavicencio | 16    |
| Wilberto Cosme         | Bogotá F. C.            | 15    |
| Oscar Iván Méndez      | Bogotá F. C.            | 14    |
| Erwin Carrillo         | Patriotas               | 13    |
| Santiago Silvera       | Unión Magdalena         | 13    |
| Javier Estupiñan       | Patriotas               | 12    |
| Juan Camilo Piedrahíta | Deportivo Rionegro      | 11    |